# Њу Провиденс (Њу Џерзи)
Њу Провиденс (енгл. New Providence) град је у америчкој савезној држави Њу Џерзи.

## Демографија
По попису из 2010. године број становника је 12.171, што је 264 (2,2%) становника више него 2000. године.
| Група             | 2000.          | 2010.         |
| Белци             | 10.359 (87,0%) | 9.870 (81,1%) |
| Афроамериканци    | 105 (0,9%)     | 155 (1,3%)    |
| Азијати           | 905 (7,6%)     | 1.190 (9,8%)  |
| Хиспаноамериканци | 417 (3,5%)     | 783 (6,4%)    |
| Укупно            | 11.907         | 12.171        |